# Rouch Point
Rouch Point är en udde i Antarktis. Den ligger i Västantarktis. Argentina, Chile och Storbritannien gör anspråk på området.
Terrängen inåt land är varierad. Havet är nära Rouch Point västerut. Trakten är glest befolkad. Närmaste befolkade plats är Vernadsky Station, 9,9 kilometer sydväst om Rouch Point. 